# Миллини, Савио
Савио Миллини (итал. Savio Mellini; 5 июля 1644, Рим, Папская область — 10 февраля 1701, там же) — итальянский куриальный кардинал, папский дипломат и доктор обоих прав. Секретарь Священной Конгрегации доброго управления с 29 апреля 1670 по 1 июня 1675. Титулярный архиепископ Кесарии Каппадокийской с 17 июня 1675 по 1 сентября 1681. Апостольский нунций в Испании с 1 июля 1675 по 8 октября 1681. Епископ-архиепископ Орвието с 22 декабря 1681 по 17 мая 1694. Камерленго Священной Коллегии кардиналов с 10 марта 1692 по 2 января 1693. Епископ-архиепископ Непи и Сутри с 17 мая 1694 по 10 февраля 1701. Кардинал-священник с 1 сентября 1681, с титулом церкви Санта-Мария-дель-Пополо с 12 августа 1686 по 12 декабря 1689. Кардинал-священник с титулом церкви Сан-Пьетро-ин-Винколи с 12 декабря 1689 по 10 февраля 1701.